# Isocarboxazida
A Isocarboxazida é um antidepressivo da classe hidrazina, que age através da inibição da monoamina oxidase (inibidor da MAO), uma enzima que inativa várias aminas biogênicas neurotransmissoras, como a serotonina, a noradrenalina e a dopamina. Por meio da inibição do catabolismo da serotonina e da noradrenalina, isocarboxazida aumenta as concentrações desses neurotransmissores no corpo e no cérebro. Isocarboxazida foi aprovada para uso médico nos EUA em 1959, mas atualmente é raramente usada por conta do custo elevado, por não ser comercializada em diversos países (incluindo o Brasil e Portugal) e devido ao surgimento de antidepressivos com menor risco de interações medicamentosas sérias, como os antidepressivos tricíclicos e os inibidores seletivo de recaptação de serotonina. [carece de fontes?]

## Eficácia
Isocarboxazida e placebo foram avaliados em 130 depressivos ansiosos. A droga foi superior ao placebo na depressão, ansiedade, sensibilidade interpessoal e medidas globais e nos sintomas de hostilidade, ansiedade, obsessividade e componentes psicológico-cognitivos da depressão. Não houve diferenças significativas entre os efeitos do tratamento nos sintomas psicomotores e vegetativos típicos.  Isocarboxazida foi mais eficaz do que o placebo em maior, mas não em menor depressão.  Foi significativamente mais eficaz na depressão classificada como depressão endógena ou melancólica por vários critérios de diagnósticos. O fármaco foi mais eficaz do que o placebo na depressão atípica com reversão vegetativa e na Escala de Avaliação Psiquiátrica Breve (BPRS) - perfis derivados de depressão ansiosa e hostil; Não houve diferenças no fármaco-placebo na depressão atípica sem reversão vegetativa, ou em depressão retardada e agitada/excitada de BPRS.  A sensibilidade interpessoal emergiu como uma importante dimensão responsiva ao fármaco.

## Hepatotoxicidade
Isocarboxazida, como a maioria dos inibidores da monoamina oxidase podem causar elevação transitória da aminotransferase em uma proporção de pacientes. Essas elevações são geralmente leves, sem sintomas e não precisam de modificação da dose. Isocarboxazida, raramente tem causado lesão hepática.